# Yeshivá de Ponevezh
La Yeshivá de Ponevezh (en hebreo: ישיבת פוניבז׳), a veces pronunciada como la Yeshivá de Ponevich, es una yeshivá de renombre internacional situada en la ciudad de Bnei Brak, Israel. La yeshivá cuenta hoy con unos 1500 estudiantes, y es una institución muy importante en el judaísmo ultraortodoxo de origen lituano.

## Historia
Originalmente fue fundada en la ciudad lituana de Panevėžys, un gran número de estudiantes fueron asesinados durante el Holocausto.
La yeshivá fue refundada en diciembre de 1943 por su líder, el Rabino Yosef Shlomo Kahaneman.
Luego fue dirigida por el Rabino Shmuel Rozovsky, luego por el Rabino Elazar Shach y por el Rabino Dovid Povarsky, actuando ambos como jefes de la yeshivá. En enero de 2007, sus líderes eran los rabinos Gershon Eidelstein y Boruch Dov Povarski. Durante la década de 1990, el Rabino Shmuel Markovitz (esposo de una nieta del fundador) y el Rabino Eliezer Kahaneman (un nieto del fundador), discreparon sobre la administración de la yeshivá. Desde entonces, la organización se ha dividido en dos grupos de estudiantes que comparten el mismo edificio.